# Kopet Dag
Kopet Dag, Kopet Dagh, hay Koppeh Dagh (tiếng Ba Tư: کپه‌داغ, tiếng Turkmen: Köpetdag), cũng gọi là dãy núi Turkmen-Khorasan là một dãy núi tọa lạc ở biên giới giữa Turkmenistan và Iran, kéo dài khoảng 650 km (404 dặm) dọc theo biên giới, phía đông của biển Caspi. Đỉnh cao nhất của dãy núi ở Turkmenistan nằm về phía tây nam Ashgabat và cao 2.940 m. Đỉnh cao nhất Iran cao nhất có độ cao 3.191 m.
Dãy núi này có một khu nghỉ mát trượt tuyết chính thức khai trương bởi cựu tổng thống Turkmenistan Saparmurat Niyazov. Mặc dù thiếu tuyết ở núi Kopet Dag, Niyazov đã quyết tâm xây dựng một khu nghỉ mát lớn ở đó. 